# پیتر اولری
پیتر اولری در تاریخ ۳ مارس ۱۹۷۲ در زلاندنو متولد شد او در سال ۲۰۰۳ به جمع داوران بین‌المللی پیوست و در لیگ‌های زلاندنو و استرالیا داوری می‌کند.
او در سال ۲۰۰۷ بازی‌های جام جهانی زیر بیست سال را سوت زد و بازی تیم‌های نیجریه با کاستاریکا را قضاوت کرد او در جام جهانی ۲۰۱۰ نیز حضور داشت.